# Passiergewicht
Das Passi(e)rgewicht war früher bei Gold- und Silbermünzen das gesetzliche (niedrigste) Ist-Rauhgewicht, zu dem diese Münzen gerade noch als vollwertige Kurantmünzen ohne Abgeld bzw. Disagio akzeptiert werden mussten bzw. die Staatskassen diese gerade noch nicht einzogen und dafür neue Ersatzprägungen ausgeben mussten. (Die Münzen „passierten“ gerade noch die Kontrolle, wenn sie dieses Gewicht aufwiesen.) Bei den deutschen 20- und 10-Goldmarkstücken lag dieser Wert bei 5 Promille unter dem jeweiligen Soll-Gewicht (Rauhgewicht).
In der Praxis wurden in Deutschland von 1871 bis 1914 unbeschädigte Goldmünzen, deren Passiergewicht durch stärkere Abnutzung im Umlauf schon leicht unterschritten war, noch gegen vollwertige prägefrische Goldmünzen bzw. gegen andere Geldzeichen ohne Abgeld auf den Staatskassen umgewechselt.
In Großbritannien waren z. B. solche Münzen, wie 1 Sovereign, nur zum abgewerteten Kurs umtauschbar – sie waren also beim einfachen Sovereign weniger als nominal 20 Shilling wert.
Die früheren Balkenmünzwaagen enthielten meist Passiergewichte für eine große Anzahl von Münznominalen wie Dukaten, Friedrich d’or, Gulden usw. in ihren hölzernen Etuis.